# Uggsjön
Uggsjön är en sjö i Ljusdals kommun i Hälsingland och ingår i Ljusnans huvudavrinningsområde. Sjön är 13 meter djup, har en yta på 0,723 kvadratkilometer och befinner sig 337,1 meter över havet. Sjön avvattnas av vattendraget Lindstabäcken.

## Delavrinningsområde
Uggsjön ingår i det delavrinningsområde (683704-148345) som SMHI kallar för Utloppet av Lindstasjön. Medelhöjden är 365 meter över havet och ytan är 29,36 kvadratkilometer. Det finns inga avrinningsområden uppströms utan avrinningsområdet är högsta punkten. Lindstabäcken som avvattnar avrinningsområdet har biflödesordning 4, vilket innebär att vattnet flödar genom totalt 4 vattendrag innan det når havet efter 172 kilometer. Avrinningsområdet består mestadels av skog (75 procent). Avrinningsområdet har 5,16 kvadratkilometer vattenytor vilket ger det en sjöprocent på 17,6 procent.